# Pump It
Pump It ist ein Lied der US-amerikanischen Hip-Hop-Gruppe The Black Eyed Peas aus dem Jahr 2005. 

## Hintergrund
Das Lied wurde von den Black-Eyed-Peas-Mitgliedern William Adams (will.i.am), Stacy Ferguson (Fergie) und Allan Pineda (apl.de.ap) sowie dem Koautoren Thomas van Musser geschrieben beziehungsweise komponiert. will.i.am zeichnete darüber hinaus für die Produktion verantwortlich. Dieser hat auch die Ursprungsidee hierzu, als er für Produktionsarbeiten in Brasilien war, wobei er auf eine Platte mit dem Dick-Dale-Titel Misirlou stieß. Zuerst war er wütend, weil sie nicht das war, was er kaufen wollte, aber dann beschloss er, ein Lied auf Basis des Songs zu machen. Er produzierte die Beats und flog mit der Band nach Tokio, um das Lied aufzunehmen. Das Lied beinhaltet auch ein Sample von Misirlou, wodurch der Autor Nicholas Roubanis ebenfalls als Urheber von Pump It aufgeführt wird.
Die Erstveröffentlichung von Pump It erfolgte als Teil des vierten Black-Eyed-Peas-Studioalbums Monkey Business am 27. Mai 2005. Am 17. Januar 2006 erschien es zunächst als Airplay, ehe es am 13. Februar 2006 erstmals als offizielle Single erschien.

## Musikvideo
Das Musikvideo zeigt die Black Eyed Peas, die mit einer Bande in einer Parkgarage konkurrieren und kämpfen. Es ist das zweiterfolgreichste Video von den Black Eyed Peas, das nur von The Time (Dirty Bit) übertroffen wird. Auf YouTube wurde es über 564 Millionen Mal aufgerufen.

## Kommerzieller Erfolg

### Chartplatzierungen
Bevor die Single am 17. Januar 2006 offiziell veröffentlicht wurde, erreichte der Song bereits im Juni 2005 die Nummer 82 der Billboard Hot 100. Dies folgte hauptsächlich aus den Downloadzahlen aufgrund von Best-Buy-Anzeigen. Nach dem offiziellen Airplay-Release erreichte es im März 2006 den 18. Platz und landete auch in weiteren Ländern in den Charts.
| ChartsChartplatzierungen       | Höchstplatzierung | Wochen |
| ------------------------------ | ----------------- | ------ |
| Deutschland (GfK)              | 19 (14 Wo.)       | 14     |
| Österreich (Ö3)                | 14 (21 Wo.)       | 21     |
| Schweiz (IFPI)                 | 8 (25 Wo.)        | 25     |
| Vereinigte Staaten (Billboard) | 18 (22 Wo.)       | 22     |
| Vereinigtes Königreich (OCC)   | 3 (15 Wo.)        | 15     |

| ChartsJahrescharts (2006)      | Platzierung |
| ------------------------------ | ----------- |
| Österreich (Ö3)                | 64          |
| Schweiz (IFPI)                 | 65          |
| Vereinigte Staaten (Billboard) | 89          |
| Vereinigtes Königreich (OCC)   | 34          |

### Auszeichnungen für Musikverkäufe
| Land/Region                  | Auszeichnungen für Musikverkäufe (Land/Region, Auszeichnung, Verkäufe) | Verkäufe  |
| ---------------------------- | ---------------------------------------------------------------------- | --------- |
| Australien (ARIA)            | Gold                                                                   | 35.000    |
| Belgien (BRMA)               | Gold                                                                   | 25.000    |
| Brasilien (PMB)              | 2× Platin                                                              | 120.000   |
| Dänemark (IFPI)              | Gold                                                                   | 4.000     |
| Deutschland (BVMI)           | Gold                                                                   | 150.000   |
| Frankreich (SNEP)            | Diamant                                                                | 333.333   |
| Italien (FIMI)               | Platin                                                                 | 100.000   |
| Japan (RIAJ)                 | Gold                                                                   | 100.000   |
| Neuseeland (RMNZ)            | Gold                                                                   | 7.500     |
| Spanien (Promusicae)         | Platin                                                                 | 60.000    |
| Vereinigte Staaten (RIAA)    | 4× Platin                                                              | 4.000.000 |
| Vereinigtes Königreich (BPI) | 2× Platin                                                              | 1.200.000 |
| Insgesamt                    | 6× Gold · 10× Platin · 1× Diamant ·                                    | 6.134.833 |

Hauptartikel: The Black Eyed Peas/Auszeichnungen für Musikverkäufe